# Alluviobolus tsimelahy
Espèce
Statut de conservation UICN

 EN B1ab(i,ii,iii)+2ab(i,ii,iii) : En danger
Alluviobolus tsimelahy est une espèce de mille-pattes de la famille des Pachybolidae endémique de Madagascar.

## Répartition et habitat
Elle est présente dans la forêt épineuse de Tsimelahy et dans la forêt humide d'Ebosika. C'est la seule espèce de Spirobolida connue pour être présente à la fois en forêt humide et en forêt sèche.